# Зеленов, Николай Андрианович
Николай Андрианович Зеленов (1917—1944) — Гвардии капитан Рабоче-крестьянской Красной Армии, участник Великой Отечественной войны, Герой Советского Союза (1943).

## Биография
Николай Зеленов родился 5 сентября 1917 года в деревне Поповка (ныне — Красносельский район Костромской области). После окончания семи классов школы и Костромского землеустроительного техникума работал землемером. В 1936 году Зеленов был призван на службу в Рабоче-крестьянскую Красную Армию. В 1937 году он окончил Луганское военное авиационное училище. Вступил в партию в 1940 году. Участвовал в Советско-финляндской войне, был награждён медалью «За отвагу». С первого дня Великой Отечественной войны — на её фронтах. Участвовал в боях под Ленинградом. Исключительно успешно проводил воздушные бои. Так, только за апрель 1942 года он сбил 8 вражеских самолётов.
К июлю 1942 года старший лейтенант Николай Зеленов был заместителем командира эскадрильи 154-го истребительного авиаполка ВВС 8-й армии Ленинградского фронта. К тому времени он совершил 382 боевых вылета, принял участие в 47 воздушных боях, сбив 9 вражеских самолётов лично и ещё 8 — в составе группы.
В последующем командовал эскадрильей в 14-м гвардейском Ленинградском Краснознаменном истребительном авиационном полку.
Указом Президиума Верховного Совета СССР от 10 февраля 1943 года за «образцовое выполнение боевых заданий командования на фронте борьбы с немецкими захватчиками и проявленные при этом отвагу и геройство» старший лейтенант Николай Зеленов был удостоен высокого звания Героя Советского Союза с вручением ордена Ленина и медали «Золотая Звезда» за номером 802.
29 июня 1944 года Зеленов погиб во время учебного воздушного боя под Выборгом. Похоронен на Шуваловском кладбище Санкт-Петербурга.
За время своего участия в войне Зеленов совершил более 600 боевых вылетов, принял участие в 117 воздушных боях, в которых сбил 24 вражеских самолёта лично и ещё 9 — в составе группы.
Навечно зачислен в списки личного состава воинской части. Был также награждён двумя орденами Красного Знамени, орденом Отечественной войны 1-й степени, рядом медалей.

## Память
- В честь Зеленова названа улица в Волгореченске[1].
- Именем Героя назван самолет МиГ-29 14-го гвардейского Ленинградского Краснознаменного ордена Суворова истребительного авиационного полка имени А. А. Жданова[2].